# 塔形碘泡虫
塔形碘泡虫（学名：Myxobolus pyramidis）为碘泡科碘泡虫属的动物。在中国，分布于辽宁等，营寄生生活，寄生在鲫的鳃。